# Flecha Brabanzona 2025
La 65.ª edición de la clásica ciclista Flecha Brabanzona fue una carrera en Bélgica que se celebró el 18 de abril de 2025 sobre un recorrido de 162,6 kilómetros con inicio el municipio de Beersel y final en la ciudad de Overijse.
La carrera formó parte del UCI ProSeries 2025, calendario ciclístico mundial de segunda división, dentro de la categoría UCI 1.Pro. El vencedor fue el belga Remco Evenepoel del Soudal Quick-Step, quien estuvo acompañado en el podio por el también belga Wout van Aert del Visma | Lease a Bike y el portugués António Morgado del UAE Emirates XRG, segundo y tercer clasificado respectivamente.

## Equipos participantes
En esta ocasión formaron parte de la carrera 23 equipos, 10 de categoría UCI WorldTeam y 13 de categoría UCI ProTeam. Formaron así un pelotón de 136 ciclistas de los que acabaron 98. Los equipos participantes fueron:
| WorldTeams (10)- Alpecin-Deceuninck - Bahrain-Victorious - Cofidis - EF Education-EasyPost - Intermarché-Wanty - Soudal Quick-Step - Team Jayco AlUla - Team Visma \| Lease a Bike - UAE Team Emirates XRG - XDS Astana Team ProTeams (13)- Caja Rural-Seguros RGA - Equipo Kern Pharma - Israel-Premier Tech - Lotto - Uno-X Mobility - Q36.5 Pro Cycling Team - Team Flanders-Baloise - Tudor Pro Cycling Team - Wagner Bazin WB - Team Novo Nordisk - Team TotalEnergies - Unibet Tietema Rockets - VF Group-Bardiani CSF-Faizanè |
| |

## Clasificación final
- La clasificación finalizó de la siguiente forma:[3]

| \| Clasificación general \| Clasificación general \| Clasificación general \| Clasificación general \| Clasificación general \| \| Ciclista \| Ciclista \| Equipo \| Tiempo \| \| \| --------------------- \| --------------------- \| -------------------------- \| --------------------- \| --------------------- \| \| 1.º \| Remco Evenepoel \| Soudal Quick-Step \| 3 h 35 min 14 s \| \| \| 2.º \| Wout van Aert \| Team Visma \\| Lease a Bike \| + 0 s \| \| \| 3.º \| António Morgado \| UAE Team Emirates XRG \| + 27 s \| \| \| 4.º \| Alex Aranburu \| Cofidis \| + 27 s \| \| \| 5.º \| Eduard Prades \| Caja Rural-Seguros RGA \| + 27 s \| \| \| 6.º \| Fabio Christen \| Q36.5 Pro Cycling Team \| + 27 s \| \| \| 7.º \| Neilson Powless \| EF Education-EasyPost \| + 27 s \| \| \| 8.º \| Thomas Silva \| Caja Rural-Seguros RGA \| + 27 s \| \| \| 9.º \| Milan Menten \| Lotto \| + 27 s \| \| \| 10.º \| Tibor Del Grosso \| Alpecin-Deceuninck \| + 27 s \| \| |                  |                            |                 |
| |                  |                            |                 |
| |                  |                            |                 |
| Clasificación general |                  |                            |                 |
| Ciclista | Ciclista         | Equipo                     | Tiempo          |
| 1.º | Remco Evenepoel  | Soudal Quick-Step          | 3 h 35 min 14 s |
| 2.º | Wout van Aert    | Team Visma \| Lease a Bike | + 0 s           |
| 3.º | António Morgado  | UAE Team Emirates XRG      | + 27 s          |
| 4.º | Alex Aranburu    | Cofidis                    | + 27 s          |
| 5.º | Eduard Prades    | Caja Rural-Seguros RGA     | + 27 s          |
| 6.º | Fabio Christen   | Q36.5 Pro Cycling Team     | + 27 s          |
| 7.º | Neilson Powless  | EF Education-EasyPost      | + 27 s          |
| 8.º | Thomas Silva     | Caja Rural-Seguros RGA     | + 27 s          |
| 9.º | Milan Menten     | Lotto                      | + 27 s          |
| 10.º | Tibor Del Grosso | Alpecin-Deceuninck         | + 27 s          |

## Ciclistas participantes y posiciones finales
Convenciones:
- AB: Abandono
- FLT: Retiro por llegada fuera del límite de tiempo
- NTS: No tomó la salida
- DES: Descalificado o expulsado

## UCI World Ranking
La Flecha Brabanzona otorgó puntos para el UCI World Ranking para corredores de los equipos en las categorías UCI WorldTeam, UCI ProTeam y Continental. Las siguientes tablas son el baremo de puntuación y los diez corredores que obtuvieron más puntos:
| Posición              | 1.º | 2.º | 3.º | 4.º | 5.º | 6.º | 7.º | 8.º | 9.º | 10.º | 11.º | 12.º | 13.º | 14.º | 15.º | 16.º-30.º | 31.º-40.º |
| Clasificación general | 200 | 150 | 125 | 100 | 85  | 70  | 60  | 50  | 40  | 35   | 30   | 25   | 20   | 15   | 10   | 5         | 3         |

| Clasificación |                  |                        |         |
| Posición      | Ciclista         | Equipo                 | General |
| ------------- | ---------------- | ---------------------- | ------- |
| 1.º           | Remco Evenepoel  | Soudal Quick-Step      | 200     |
| 2.º           | Wout van Aert    | Visma \| Lease a Bike  | 150     |
| 3.º           | António Morgado  | UAE Emirates XRG       | 125     |
| 4.º           | Alex Aranburu    | Cofidis                | 100     |
| 5.º           | Eduard Prades    | Caja Rural-Seguros RGA | 85      |
| 6.º           | Fabio Christen   | Q36.5                  | 70      |
| 7.º           | Neilson Powless  | EF Education-EasyPost  | 60      |
| 8.º           | Thomas Silva     | Caja Rural-Seguros RGA | 50      |
| 9.º           | Milan Menten     | Lotto                  | 40      |
| 10.º          | Tibor Del Grosso | Alpecin-Deceuninck     | 35      |